# CENELEC
CENELEC (del francès Comité Européen de Normalisation Électrotechnique) és el comitè europeu de normalització electrotècnica i és el responsable de normalització a l'àmbit europeu dins l'àrea d'enginyeria elèctrica. Fou creada el 1973.
Els estats membres actuals són : Alemanya, Àustria, Bèlgica, Bulgària, Croàcia, Dinamarca, Eslovàquia, Eslovènia, Estònia, Espanya, Finlàndia, França, Grècia, Hongria, Irlanda, Islàndia, Itàlia, Letònia, Lituània, Luxemburg, Macedònia del Nord, Malta, Noruega, Països Baixos, Polònia, Portugal, República Txeca, Romania, Suècia, Suïssa, Turquia, Regne Unit i Xipre.